# بيرسي جوستين
بيرسي جوستين (بالإنجليزية: Percy Heath)‏ هو صحفي وكاتب سيناريو وكاتب مسرحي أمريكي، ولد في 30 يناير 1884 في بيري في الولايات المتحدة، وتوفي في 9 فبراير 1933 في هوليوود في الولايات المتحدة.

## وصلات خارجية
- بيرسي جوستين على موقع IMDb (الإنجليزية)
- بيرسي جوستين على موقع ألو سيني (الفرنسية)
- بيرسي جوستين على موقع أول موفي (الإنجليزية)
- بيرسي جوستين على موقع قاعدة بيانات الأفلام السويدية (السويدية)
- بيرسي جوستين على موقع قاعدة بيانات الفيلم (الإنجليزية)
- بيرسي جوستين على موقع كينوبويسك (الروسية)